# Кислицина, Анастасия Сергеевна
Анастасия Сергеевна Кислицина (30 сентября 2003) — российская футболистка, полузащитница клуба «Рубин».

## Биография
Воспитанница ДЮСШ «Олимп» (Апшеронск), тренер — Ю. А. Колесникова. В конце 2010-х годов перешла в краснодарскую «Кубаночку». Серебряный призёр IX летней юношеской Спартакиады учащихся России (2019) в составе сборной Краснодарского края.
В 2019 году переведена в основной состав «Кубаночки». Дебютный матч в высшем дивизионе России сыграла 8 сентября 2019 года против московского «Локомотива», заменив на 77-й минуте Наталью Соколову. Всего в сентябре 2019 года сыграла 3 матча в высшей лиге, во всех выходила на замены. Её команда стала бронзовым призёром чемпионата России 2019 года. После преобразования «Кубаночки» в ЖФК «Краснодар» спортсменка выступала за младшие составы клуба. В январе 2025 года перешла в казанский «Рубин».
Вызывалась в расширенный состав юниорской сборной России (до 17 лет), но в официальных матчах не участвовала. В составе молодёжной сборной России (до 19 лет) провела один матч 21 сентября 2021 года против Словении.